# 沈千運
沈千運（？—7世紀），吳興（今浙江湖州）人。
寓居汝北（今河南汝州），排行第四，時稱“沈四山人”。天寶年間，久困考場，後有感於年紀老邁，遂隱居汝北，“有薄田园，儿稼女织，偃仰今古，自足此生。”。與高適友好，天寶九年前後高適曾到濮上拜訪沈千運，並有《贈沈四逸人》詩。約卒於乾元三年以前。有詩傳世。詩人元結曾編錄沈千運、王季友、于逖、孟雲卿、張彪、趙微明、元季川七人之詩為《篋中集》，千運居其首。元结稱讚沈千运能“独挺于流俗之中，强攘于已溺之后，穷老不惑，五十余年”。